# Lavatjärnen (Alanäs socken, Jämtland, 712901-148140)
Lavatjärnen är en sjö i Strömsunds kommun i Jämtland och ingår i Ångermanälvens huvudavrinningsområde.